# Шемша
Шемша (словац. Šemša) — село в окрузі Кошиці-околиця Кошицького краю Словаччини. Площа села 17,17 км². Станом на 31 грудня 2016 року в селі проживало 813 жителів.

## Історія
Перші згадки про село датуються 1280 роком.

## Населення
| Рік:            | 1994. | 2004.   | 2014.   | 2024.    |
| --------------- | ----- | ------- | ------- | -------- |
| Кількість осіб: | 803   | 730     | 786     | 1020     |
| Різниця:        |       | -9,09 % | +7,67 % | +29,77 % |

| Рік:            | 2023. | 2024.   |
| --------------- | ----- | ------- |
| Кількість осіб: | 1012  | 1020    |
| Різниця:        |       | +0,79 % |